# Kenzo Tange
Kenzō Tange (丹下健三, Tange Kenzō ; Osaka, 4 september 1913 - Tokio, 23 maart 2005) was een van de belangrijkste moderne architecten van Japan. Hij combineerde het modernisme met traditionele Japanse stijlen. Ook leverde hij een belangrijke bijdrage aan de ontwikkeling van het structuralisme.
Tange won in 1987 de Pritzker Prize. De prijs wordt gezien als de Nobelprijs van de architectuur.
Hoogtepunt in het werk van Tange zijn de twee Olympische stadions in Tokio voor de Olympische Spelen van 1964. Andere belangrijke projecten zijn het Hiroshima Peace Memorial Park (1949-1956), het prefecturale overheidsgebouw van de prefectuur Kagawa in Takamatsu (1955-1958), de stadhuizen van Shimizu en Tokio (1952-1954) en het Yamanashi pers- en studiocentrum, Kofu (1964-1967) die onder meer zijn geïnspireerd op het werk van Le Corbusier. Naast een groot aantal gebouwen in Japan realiseerde hij ook projecten in onder meer Italië en Singapore.
Tange hield zich ook bezig met stedenbouw. Zo ontwierp hij in 1960 een stedenbouwkundig plan voor Tokio, dat verandering en groei mogelijk moest maken. De ideeën die hij ontwikkelde tijdens de opmaak van het Tokyo Bay Plan, paste hij enkele jaren later toe bij zijn masterplan voor de wederopbouw van Skopje.
Kenzō Tange was hoogleraar aan de architectuuropleiding van de universiteit van Tokio. Architecten als Fumihiko Maki, Arata Isozaki en Kisho Kurokawa waren leerlingen van hem.

## Afbeeldingen

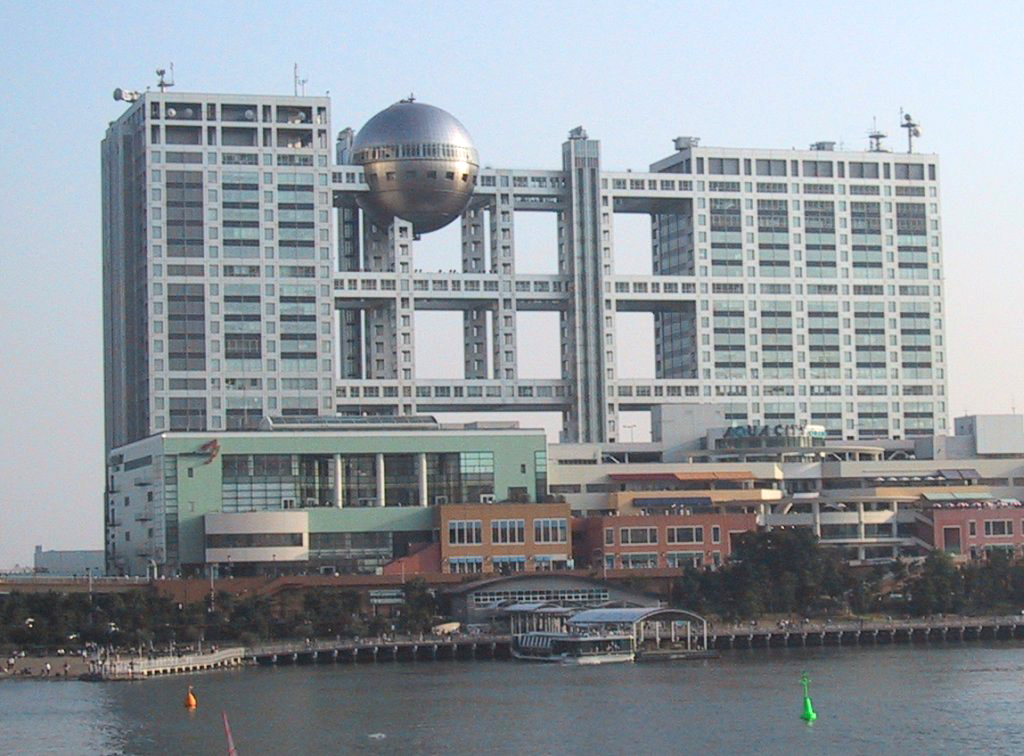
Het hoofdkwartier van Fuji TV in Odaiba
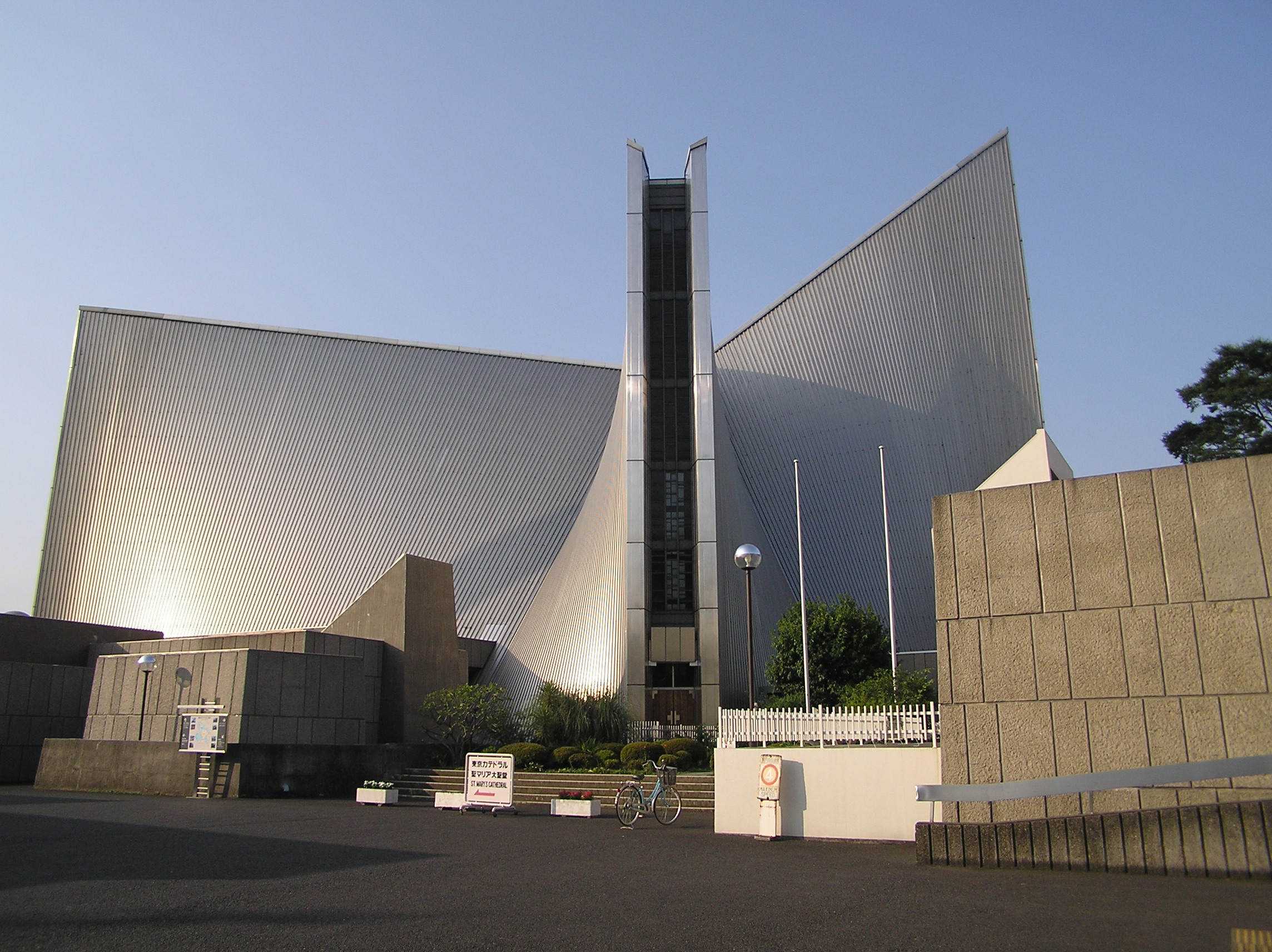
Sint-Mariakathedraal, Bunkyō (Tokio)